# Hyposada carneotincta
Hyposada carneotincta là một loài bướm đêm trong họ Erebidae.